# Île Jésus
L'Île Jésus è un'isola del Canada, localizzata sul fiume San Lorenzo, presso la confluenza con il fiume Ottawa, in Québec.
Essa è separata dalla terraferma a nord dal Rivière des Mille Îles, mentre a sud è separata dall'isola di Montréal dal Rivière des Prairies.
Si tratta della seconda isola per estensione dell'arcipelago di Hochelaga dopo l'isola di Montréal. Dal punto di vista amministrativa, l'isola è la componente principale della regione di Laval, insieme all'Îles Laval ed altre piccole isole.